# 罷養
罷養（韓語：파양），或作罷繼（파계），指一個家庭在收養子嗣之後，跟養子或養女終止親子關係；宗法制度中允許过继養子繼承宗祧，若養子本人無子、輩分不相當或者其親生父母絕嗣，可能會被罷養歸宗。

## 舉例
宋高宗無親生子存活，因此在紹興年間選幾位宗室孩童入宮撫養；三位養子中，趙伯浩被罷養、趙璩改稱皇侄，最後以宋孝宗趙昚繼承皇位。朝鲜王朝王子延齡君早逝無子，王室先後將商原君及洛川君過繼為嗣，然而都不育而罷養；後來又過繼已故的恩信君繼承宗祧，並擇南延君為恩信君嗣子。